# Blue John Canyon
Le Blue John Canyon est un canyon en fente à l'est du comté de Wayne (Utah), au sud ouest de Horseshoe Canyon Unit du parc national des Canyonlands et 42 miles (68 km) au sud de Green River dans le comté d'Emery (Utah). C'est un affluent du Horseshoe Canyon (en) coulant vers le nord-est depuis Robbers Roost.
Blue John Canyon a acquis une renommée internationale en 2003 quand Aron Ralston s'y est amputé du bras droit, coincé sous un rocher à la suite d'une chute. Cet événement est raconté dans son récit autobiographique Plus fort qu'un roc (Between a Rock and a Hard Place), adapté en 2010 au cinéma par Danny Boyle sous le titre 127 heures (127 Hours).